# Even Lambs Have Teeth
Even Lambs Have Teeth ist ein kanadisch-französischer Horrorfilm aus dem Jahr 2015.

## Handlung
Nach dem College-Abschluss wollen die beiden Freundinnen Katie und Sloan einen Monat auf einem Bio-Bauernhof arbeiten, um sich später einen Shopping-Trip nach New York City leisten zu können. Bevor es losgeht, denken sie sich noch die Tarnnamen Heather und Ripley für sich aus. Nach einer Übernachtung bei Katies Onkel Jason bringt der FBI-Agent die beiden jungen Frauen zur Bushaltestelle. Er verabredet mit ihnen, dass sie regelmäßig eine SMS mit täglichem wechselndem Codewort schicken, um zu zeigen, dass sie in Sicherheit sind.
Beim Warten auf den Bus begegnen Katie und Sloan in einem Restaurant den attraktiven jungen Männern Lucas und Jed. Diese bieten ihnen an, sie im Auto mitzunehmen, um nicht so lange warten zu müssen. Sloan überredet Katie, das Angebot anzunehmen. Lucas und Jed halten auf der Fahrt mit ihrem Pick-up allerdings nicht am Bauernhof an, sondern fahren weiter zum Haus ihrer Familie. Dort bietet die Mutter der Männer den Freundinnen Kuchen an. Als sie den Kuchen allerdings essen, merken sie, dass darin Drogen stecken. Sie versuchen noch zu fliehen, verlieren aber das Bewusstsein und werden von Lucas und Jed weggetragen.
Als die beiden Frauen aufwachen, sind sie mitten im Wald mit langen Ketten an zwei große Container gefesselt. Sie sind Opfer von Sexualstraftätern geworden. Die Verbrecher werden von einem Mann namens Boris angeführt. Boris schreibt mit Katies Handy eine positive Antwort auf die SMS, beachtet dabei aber nicht das wechselnde Codewort. Katie und Sloan werden anschließend vom örtlichen Sheriff, einem Mann mit Schweinemaske und einem weiteren Täter vergewaltigt. Währenddessen wird der Onkel durch den Fehler in der SMS misstrauisch. Er trifft bei der Polizei auf den Sheriff, der gleichzeitig Täter ist und vorgibt, dass alles in Ordnung sei. Anschließend warnt der Sheriff Boris, der wiederum befiehlt, die Frauen wegzubringen. Der Onkel gibt nicht auf. Er spricht mit dem Restaurant-Betreiber, der ihm von Jed und Lucas und dem blauen Pick-up berichtet. Bei der Behörde bekommt er den Namen des Besitzers; es ist Boris.
Als Katie eine erneute Vergewaltigung droht, reizt sie den Täter zunächst sexuell. Dann beißt sie ihm jedoch in den Hals, sodass er verblutet. Katie nimmt die Schlüssel an sich und befreit auch Sloan. Als der Sheriff zurückkehrt, stehlen die Freundinnen sein Auto und fahren davon. Nun beginnen sie einen Rachefeldzug. Dazu kaufen sie in einem Baumarkt Material, aus denen sie Mordwaffen bauen. Zuerst überraschen sie Boris in seinem Haus. Sie schlagen ihn nieder und fesseln ihn an einen Tisch. Sie bekommen Geld und Informationen zu den anderen Tätern von ihm, ehe sie ihn töten.
Danach überfallen sie einen Täter, der als Priester arbeitet, in der Kirche. Sie schleifen ihn erst hinter dem Auto her, bevor sie ihn mit Benzin überschütten und verbrennen. Der Sheriff hat in der Zwischenzeit Jason gefangen genommen. Doch Katie und Sloan spüren auch den Sheriff auf und erschießen ihn nach einer Runde Russisch Roulette. Dann fahren sie zum Haus, in dem sie anfangs von Lucas und Jed überwältigt wurden. Dort töten sie in einem Schuppen zunächst den einen der beiden Männer, bevor sie den anderen zwingen, die Mutter zu töten, bevor auch er der Rache zum Opfer fällt.
Einige Zeit später machen sich Katie und Sloan auf den Weg nach New York. Als Katies Mutter fragt, ob die beiden sicher seien, sagt der Onkel, dass sie schlau genug seien, um sich zu schützen. Am Flughafen laufen sie jedoch an einem Mann vorbei, der mit dem Schild eines Bio-Bauernhofs offenbar neue Opfer anlocken will.

## Rezeption
Der Filmdienst fasst den Film zusammen als „„Rape & Revenge“-Thriller, der sich mehr in Gewaltdarstellungen suhlt.“ Der Rezensent beim Horror-Magazin kritisiert die „beiden Hauptdarstellerinnen [als] einfach schlechte Schauspieler“ sowie die „langweilige und spannungsfreie Inszenierung“. Der Filmchecker vergleicht den Film mit anderen Produktionen des Genres wie I Spit on Your Grave und kommt zu diesem Fazit: Terry Miles „würzt diesmal jedoch mit schwarzhumoriger Note nach. Eine nette Dreingabe, die den Film nicht unbedingt besser macht. Das Problem: dem Film mangelt es an guten Ideen. Das einzig Kreative ist das abwechslungsreiche Töten der Bösewichte.“